# Талмач, Леонид Петрович
Леонид Петрович Талмач (рум. Leonid Talmaci; род. 26 апреля 1954, Ретяны, Рышканский район, Молдавская ССР, СССР) — молдавский экономист, бывший президент Национального Банка Молдовы (1991—2009).
В период 2013—2015 Президент Ассоциации Банков Молдовы.
С 2015 − президент комитета правления Банка «Moldindcombank».

## Интересные факты
Подпись Леонида Талмача стоит на всех банкнотах молдавского лея, выпущенных между 1992 и 2010 годами.